# Cerkiew Świętych Archaniołów Michała i Gabriela w Voskopojë
Cerkiew Świętych Archaniołów Michała i Gabriela (alb. Kisha e Shën Mëhillit lub Kisha Kryeengjëjt Mihail dhe Gavriil, gr.  Ιερός Ναός Αρχαγγέλων Μιχαήλ και Γαβριήλ lub Ιερός Ναός Ταξιαρχών) – prawosławna cerkiew w Voskopojë, w Albanii.
Świątynia została zbudowana w 1722 w czasie największego rozkwitu Moskopole; została ukończona około 1725. Była częścią kompleksu, w skład którego wchodziły nieistniejące już cerkwie św. Spirydona, św. Barbary oraz budynków pomocniczych. Arkady zostały dobudowane do cerkwi kilka lat po jej wzniesieniu. Uległy zniszczeniu w czasie trzęsienia ziemi w 1960.
Trójnawowy układ budowli jest charakterystyczny dla obiektów sakralnych z Voskopojë. W jego wnętrzu zachowały się oryginalne freski z okresu jej powstania, jednak nie można jednoznacznie stwierdzić, którzy z mistrzów tzw. korczańskiej szkoły malarskiej byli ich twórcami. W 1996 malowidła ścienne padły ofiarą aktu wandalizmu. Trzech młodych ludzi w wieku 16–18 lat, wyszkolonych przez muzułmańskich ekstremistów, włamało się do świątyni i zniszczyło 23 obrazy. Za pomocą noży wydłubali oczy i pocięli twarze przedstawień świętych.
W 1948 obiekt został wpisany na listę religijnych zabytków kulturowych Albanii (Objekte fetare me statusin Monument Kulture).